# 에콰도르의 지진 목록
에콰도르의 지진 목록은 에콰도르에서 역사 시대에 일어난 주요 지진 목록이다.

## 지진 활동
에콰도르의 활발한 지구조학적 활동은 나스카판이 남아메리카판 아래로 섭입하는 현상으로 큰 영향을 받는다. 에콰도르는 섭입대가 동북동쪽으로 연간 7 cm 이동하는 북부 화산대에 놓여 있으며, 이는 안데스산맥의 이 부분의 경향과 상당히 비스듬하다. 섭입대는 전반적으로 25~30°의 경사를 보이지만, 카네기 해령의 섭입 효과로 인해 주향 방향으로 빠르게 변화한다. 카네기 해령은 나스카판이 갈라파고스 열점을 지나면서 형성된 해양 고원이다. 해령의 섭입된 부분 위의 판 경계는 북쪽과 남쪽 지역보다 경사가 얕으며, 경계는 하강하는 나스카판의 두 큰 찢어짐으로 해석된다. 에콰도르 북부는 카네기 해령의 섭입된 부분 위에 놓여 있으며, 나스카판이 남아메리카판과 강하게 결합되어 있어 이례적으로 큰 판 내부 변형을 유발하는 지역으로 해석된다. 에콰도르의 주요 활성단층대는 안데스산맥의 주요 세분과 평행하게 달리는 SSW-NNE 방향의 우수향 주향 이동 단층, 팔라탕가 단층과 칭괄 단층이라는 두 개의 주요 SW-NE 우수향 주향 이동 단층대, 그리고 키토 단층과 같은 남북 방향의 역단층이다.

## 지진 발생
에콰도르에 영향을 미치는 지진은 판 경계의 섭입 경계면 움직임으로 인한 지진, 남아메리카판과 나스카판 내부의 변형으로 인한 지진, 활화산과 관련된 지진으로 나눌 수 있다.

### 판 경계간 지진
섭입 경계면을 따라 발생하는 메가스러스트 지진은 가장 큰 지진을 일으키며, 종종 1906년 에콰도르-콜롬비아 지진과 같은 파괴적인 지진해일을 유발한다.

### 판 내부 지진
에콰도르에 가장 큰 피해를 준 지진은 1949년 암바토 지진과 같이 남아메리카판 내부의 단층 활동과 관련된 지진이다.
2010년 8월 Mw 7.1 지진과 같이 하강하는 나스카판 내부에서 발생하는 지진은 일반적으로 광범위한 지역에서 감지되더라도 에콰도르에 큰 피해를 줄 만큼 깊지 않다.

### 화산성 지진
상대적으로 작은 지진들의 군발은 1998-1999년 과과 피친차 화산 활동과 관련된 키토 군발과 같이 화산 활동과 흔히 관련된다.

## 주요 지진 목록
| 날짜       | 시각          | 사건                           | 위치                       | MMI  | 좌표                                                        | 사망자       | 규모        | 비고        | 출처          |
| ---------- | ------------- | ------------------------------ | -------------------------- | ---- | ----------------------------------------------------------- | ------------ | ----------- | ----------- | ------------- |
| 1698-06-20 | 01:00         | 1698년 암바토 지진             | 카리우아이라소             | X    | 남위 1° 42′ 서경 78° 42′ / 남위 1.7° 서경 78.7°             | 6,500+       | 7.2–7.9 Muk |             |               |
| 1797-02-04 | 12:30         | 1797년 리오밤바 지진           | 리오밤바                   | XI   | 남위 1° 36′ 서경 78° 36′ / 남위 1.6° 서경 78.6°             | 6,000-40,000 | 8.3 ML      |             | [ 5 ]         |
| 1868-08-16 | 06:30         | 1868년 에콰도르 지진           | 이바라                     |      | 북위 0° 19′ 서경 78° 11′ / 북위 0.31° 서경 78.18°           | 70,000       | 6.7 Mw      |             | [ 6 ]         |
| 1906-01-31 | 15:36         | 1906년 에콰도르-콜롬비아 지진  | 에스메랄다스               | IX   | 북위 1° 00′ 서경 81° 30′ / 북위 1.0° 서경 81.5°             | 1,000        | 8.8 Mw      | 지진해일    | [ 7 ]         |
| 1942-05-14 | 21:13         | 1942년 에콰도르 지진           | 페데르날레스 (에콰도르)    | IX   | 남위 0° 06′ 서경 79° 54′ / 남위 0.1° 서경 79.9°             | 200          | 7.8 ML      |             | [ 8 ]         |
| 1949-08-05 | 19:08         | 1949년 암바토 지진             | 암바토                     | XI   | 남위 1° 30′ 서경 78° 12′ / 남위 1.5° 서경 78.2°             | 5,050        | 6.8 ML      |             | [ 9 ]         |
| 1953-12-12 | 17:31         | 1953년 툼베스 지진             | 과야킬                     | VIII | 남위 3° 24′ 서경 80° 36′ / 남위 3.4° 서경 80.6°             | 7            | 7.5 Mw      |             |               |
| 1958-01-19 | 09:09         | 1958년 에콰도르-콜롬비아 지진  | 에스메랄다스               | VII  | 북위 1° 30′ 서경 79° 30′ / 북위 1.5° 서경 79.5°             | 111          | 7.6 Mw      |             | [ 10 ]        |
| 1970-12-10 | 04:31         | 1970년 페루-에콰도르 지진      | 엘오로                     | IX   | 남위 3° 59′ 서경 80° 43′ / 남위 3.99° 서경 80.72°           | 50           | 7.1 Mw      |             |               |
| 1976-04-09 | 07:08         | 1976년 에스메랄다스 지진       | 에스메랄다스               | VIII | 북위 0° 46′ 55″ 서경 79° 48′ 14″ / 북위 0.782° 서경 79.804° | 10           | 6.7 Mw      |             | [ 11 ]        |
| 1979-12-12 | 02:59         | 1979년 투마코 지진             | 투마코                     | IX   | 북위 1° 35′ 53″ 서경 79° 21′ 29″ / 북위 1.598° 서경 79.358° | 300–600      | 8.2 Mw      | 지진해일    |               |
| 1987-03-06 | 01:54 & 04:10 | 1987년 에콰도르 지진           | 나포                       | IX   | 북위 0° 04′ 서경 77° 45′ / 북위 0.07° 서경 77.75°           | 5,000        | 7.1 Mw      |             | [ 12 ]        |
| 1998-08-04 | 13:59         | 1998년 바이아 데 카라케스 지진 | 바이아 데 카라케스, 마나비 | VIII | 남위 0° 35′ 35″ 서경 80° 23′ 35″ / 남위 0.593° 서경 80.393° | 3            | 7.2 Mw      |             | [ 13 ]        |
| 2010-08-12 | 11:54         | 2010년 리오밤바 지진           | 리오밤바                   | VI   | 남위 1° 15′ 36″ 서경 77° 18′ 43″ / 남위 1.260° 서경 77.312° | 0            | 7.1 Mw      | 경미한 피해 | [ 3 ] [ 14 ]  |
| 2014-08-12 | 19:58         | 2014년 에콰도르 지진           | 피친차                     | VI   | 북위 0° 01′ 서경 78° 19′ / 북위 0.02° 서경 78.32°           | 4            | 5.1 Mw      |             | [ 15 ]        |
| 2016-04-16 | 18:58         | 2016년 에콰도르 지진           | 페데르날레스, 마나비       | VIII | 북위 0° 22′ 16″ 서경 79° 56′ 24″ / 북위 0.371° 서경 79.940° | 676          | 7.8 Mw      | 심각한 피해 | [ 16 ] [ 17 ] |
| 2019-02-22 | 10:17         | 2019년 파스타사 지진           | 파스타사                   | VII  | 남위 2° 11′ 10″ 서경 77° 03′ 04″ / 남위 2.186° 서경 77.051° | 1            | 7.5 Mw      |             | [ 18 ]        |
| 2022-03-26 | 23:28         | 2022년 에스메랄다스 지진       | 에스메랄다스               | VI   | 북위 0° 54′ 32″ 서경 79° 35′ 20″ / 북위 0.909° 서경 79.589° | 1            | 5.8 Mw      | 심각한 피해 | [ 19 ] [ 20 ] |
| 2022-07-14 | 22:30         | 2022년 과야킬 지진             | 과야스                     | V    | 남위 2° 02′ 24″ 서경 79° 48′ 40″ / 남위 2.040° 서경 79.811° | 1            | 5.7 Mw      | 경미한 피해 | [ 21 ]        |
| 2023-03-18 | 17:12         | 2023년 과야스 지진             | 과야스                     | VII  | 남위 2° 51′ 04″ 서경 79° 48′ 00″ / 남위 2.851° 서경 79.800° | 18           | 6.8 Mw      | 큰 피해     | [ 22 ]        |

규모 – Mw 모멘트 규모, ML 릭터 규모, Ms 표면파 규모

## 같이 보기
- 에콰도르의 지질